# Neon minutus
Neon minutus is een spinnensoort in de taxonomische indeling van de springspinnen (Salticidae).
Het dier behoort tot het geslacht Neon. De wetenschappelijke naam van de soort werd voor het eerst geldig gepubliceerd in 1985 door Marek Żabka.